# Lepidiota pauper
Lepidiota pauper är en skalbaggsart som beskrevs av Brenske 1892. Lepidiota pauper ingår i släktet Lepidiota och familjen Melolonthidae. Inga underarter finns listade i Catalogue of Life.